# Haagse Hogeschool

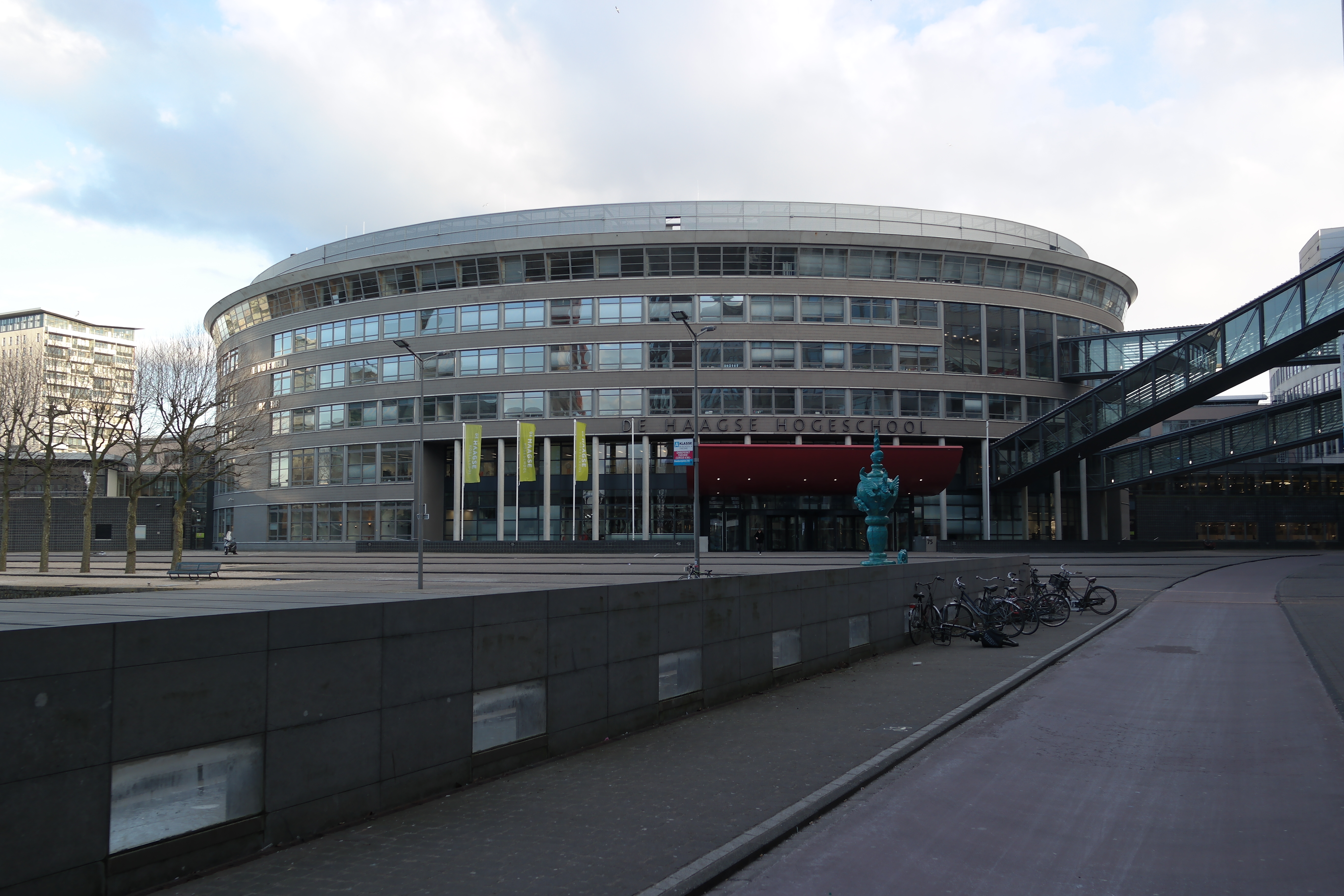

La Haagse Hogeschool o Universidad de Ciencias Aplicadas de La Haya está ubicada en los Países Bajos. Es una de las instituciones de educatión superior más grande del país, con aproximadamente 25.000 estudiantes. Fue fundada en 1987, como resultado de una fusión de 14 centros de educación politécnica más pequeños. Su crecimiento ha sido tal que hoy tiene 4 campus (The Hague, Delft, Zoetermeer y Zuiderpark). Esta universidad es reconocida por ser multicultural, ya que por sus pasillos circulan estudiantes de más de 140 nacionalidades diferentes, además cuenta con un extenso programa de intercambios con universidades en los 5 continentes y varios acuerdos con empresas de renombre internacional, organizaciones y entidades gubernamentales.

La universidad ofrece 42 carreras en los campos de economía, informática, tecnología, ciencias empresariales y otros.
De estos, 9 son completamente en inglés. 